# レジナルド・ローズ
レジナルド・ローズ（Reginald Rose、1920年12月10日 - 2002年4月19日）は、アメリカの脚本家。初期のテレビドラマにおいて活躍した。映画化された『十二人の怒れる男』の作者として知られる。

## 来歴
ニューヨーク州マンハッタン生まれ。その後、タウンセンド・ハリス高校、ニューヨーク市立大学シティカレッジに在籍した後、1942年 - 1946年にアメリカ陸軍へ入り、中尉となった。
1950年に、CBSが製作した生放送の単発ドラマシリーズ「スタジオ・ワン（Westinghouse Studio One）」において、『Bus to Nowhere』という作品で初めてドラマ脚本を手掛けた。以降、同番組で多く脚本を手掛ける。
1954年、陪審制に基づき、ローズは殺人事件の陪審員に選出される。この時の議論は8時間にも及んだという。この実体験をふまえて、その後、陪審員によるディスカッションドラマ『十二人の怒れる男』を書いた。この作品は同年9月20日、フランクリン・J・シャフナーの演出により、「スタジオ・ワン」で生放送された。その後、エミー賞など数々の賞を受賞した。1957年には、シドニー・ルメット監督、ヘンリー・フォンダ主演で映画化され、こちらの脚本も担当した。
これ以外の作品でも、ローズの脚本は高い評価を受けることになる。1957年に「スタジオ・ワン」で放送された法廷もののドラマ『弁護士プレストン』は、1961年 - 1965年に連続テレビシリーズとして、同局で製作・放送された。
「スタジオ・ワン」で1954年1月11日に放送された『The Remarkable Incident at Carson Corners』という作品は、『ある町のある出来事』として日本語に翻案され、1959年10月18日にNHK教育テレビの「芸術劇場」で放送された（芸術祭奨励賞受賞）。また、1960年3月21日にも、ローズ原作の『結婚不案内』がNHK総合テレビで放送されている。
1955年6月13日に「スタジオ・ワン」で放送された作品『ホーレス・フォードのふしぎな世界（The Incredible World of Horace Ford）』は、ハーバート・ハーシュマンの手により、テレビドラマシリーズ『トワイライト・ゾーン』シーズン4の第15話（1963年4月18日放送）にて、タイトルもそのままにリメイクされた。また1970年3月28日には、『河東寒吉のふしぎな世界』として日本語に翻案され、NHK総合テレビで放送された。
ローズは1950年 - 1980年の間に、アメリカ3大ネットワーク（CBS、NBC、ABC）全てにドラマの脚本を手掛けた。さらにテレビドラマにとどまらず、映画作品の脚本も担当した。特に、イギリスの映画プロデューサーであるユアン・ロイドとは、『ワイルド・ギース』など4作品を手掛けた。
ローズは、1943年と1963年の2度、結婚している。最初の相手とは4人の子供を、2人目の相手とは2人の子供をもうけた。2002年、心臓麻痺の合併症で死去。

## 主な作品

### テレビドラマ
- Bus to Nowhere（1950年）※「Studio One」の1エピソード
- The Porcelain Year（1950年）
- The Remarkable Incident at Carson Corners（1954年1月11日）※「Studio One」の1エピソード
  - ある町のある出来事[1]（1959年、NHK教育）※日本版リメイク
  - BBC Sunday-Night Play （1963年、BBC）※1エピソードとして、イギリス版リメイク。
- 十二人の怒れる男 - Twelve Angry Men（1954年9月20日）※「Studio One」の1エピソード
- ホーレス・フォードのふしぎな世界 - Incredible World of Horace Ford（1955年6月13日）※「Studio One」の1エピソード
  - トワイライト・ゾーン - Twilight Zone（1963年）※1エピソードとしてリメイク
  - 河東寒吉のふしぎな世界（1970年、NHK）※日本版リメイク
- 弁護士プレストン - The Defender（1957年・1961年 - 1965年）
- Black Monday（1962年）
- Dear Friends（1968年）
- This Agony, This Triumph（1972年）

ほか多数

### 映画
- やぶにらみの暴君 - La Bergere et le Ramoneur（1951年）※スクリプター
- 暴力の季節 - Crime in the Streets（1956年）
- 十二人の怒れる男 - 12 Angry Men（1957年）※製作も兼任
- 西部の人 - Man of the West（1958年）※脚色
- ワイルド・ギース - Wild Geese（1978年）※脚色
- シャレード'79 - Somebody Killed Her Husband（1978年）
- シーウルフ - The Sea Wolves（1980年）
- この生命誰のもの - Whose Life is it Anyway?（1981年）
- ファイナル・オプション - Who Dares Wins（1982年）
- ワイルド・ギースII - Wild Geese II（1985年）